# Cerrione
Cerrione (Cerion o Serion in piemontese) è un comune italiano di 2 729 abitanti della provincia di Biella in Piemonte.

## Geografia fisica

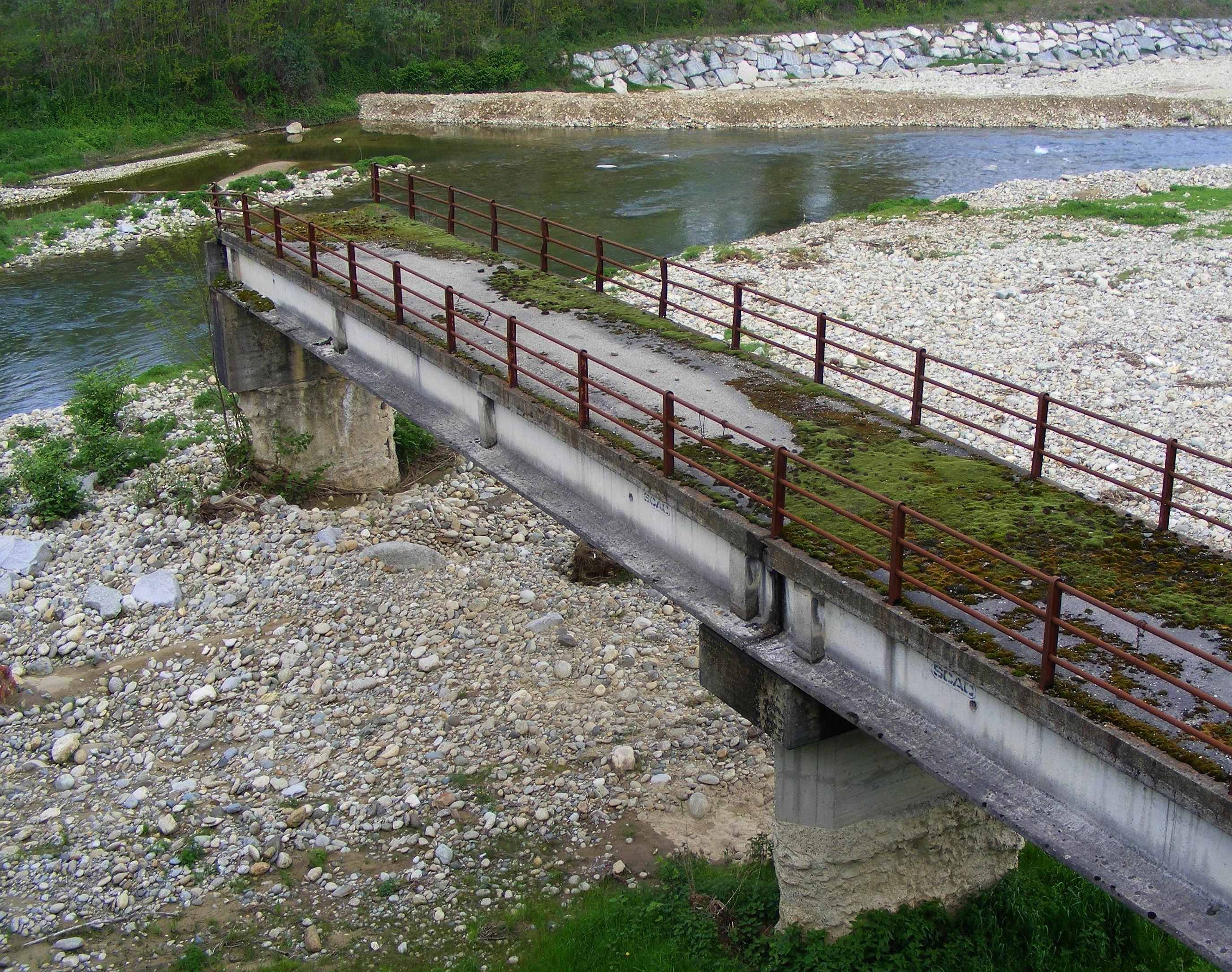
Un vecchio ponte sull'Elvo.

Il territorio comunale è delimitato a ovest dalla Serra di Ivrea, antica morena del ghiacciaio della Dora Baltea che lo separa dal Lago di Viverone, ed è costituito per buona parte dalle alluvioni del torrente Elvo e del sistema idrografico minore locale (NW-SE). Piuttosto importante è l'Olobbia, che confluisce nell'Elvo a breve distanza dal capoluogo comunale.
Il comune è costituito da tre centri principali: Cerrione capoluogo, Magnonevolo e Vergnasco, l'insediamento che conta oggi il maggior numero di abitanti.

## Storia
Da Cerrione, in epoca romana, passava la via delle Gallie, strada romana consolare fatta costruire da Augusto per collegare la Pianura Padana con la Gallia.

### Simboli
Lo stemma e il gonfalone del comune di Cerrione sono stati concessi con decreto del presidente della Repubblica del 30 giugno 1951.
Il gonfalone è un drappo di azzurro.

## Monumenti e luoghi d'interesse
- Castello degli Avogadro (famiglia vercellese), in parte distrutto il 10 ottobre 1944 dalle bombe tedesche, per rappresaglia, presso il quale sono siti la tenuta del castello e il parco, in stile inglese, e un piccolo golf club.
- Castello di Mongiovetto anche questo ridotto in macerie nelle medesime circostanze belliche del 1944.
- La riserva naturale della Bessa, antica miniera aurifera a cielo aperto, sfruttata in epoca protostorica e romana, con i suoi inconfondibili cumuli di ciottoli. Numerosi ritrovamenti archeologici della seconda età del ferro e di epoca imperiale (necropoli) attestano l'antichità dell'insediamento nel territorio cerrionese.

## Società

### Evoluzione demografica
Abitanti censiti

## Economia
L'economia locale si basa prevalentemente sull'industria (meccanica, meccano-tessile, chimica, edilizia), che si affianca alle tradizionali produzioni agricole (mais, cerealicoltura) e all'allevamento.

## Infrastrutture e trasporti
In frazione Vergnasco è situato l'unico aeroporto presente in provincia di Biella: l'Aeroporto di Cerrione (LILE).
Sul territorio comunale inoltre transitano la ex SS 143 Vercellese, la NSA12 di Verrone e la ferrovia Biella-Santhià, sulla quale si trova la stazione di Vergnasco.

## Amministrazione

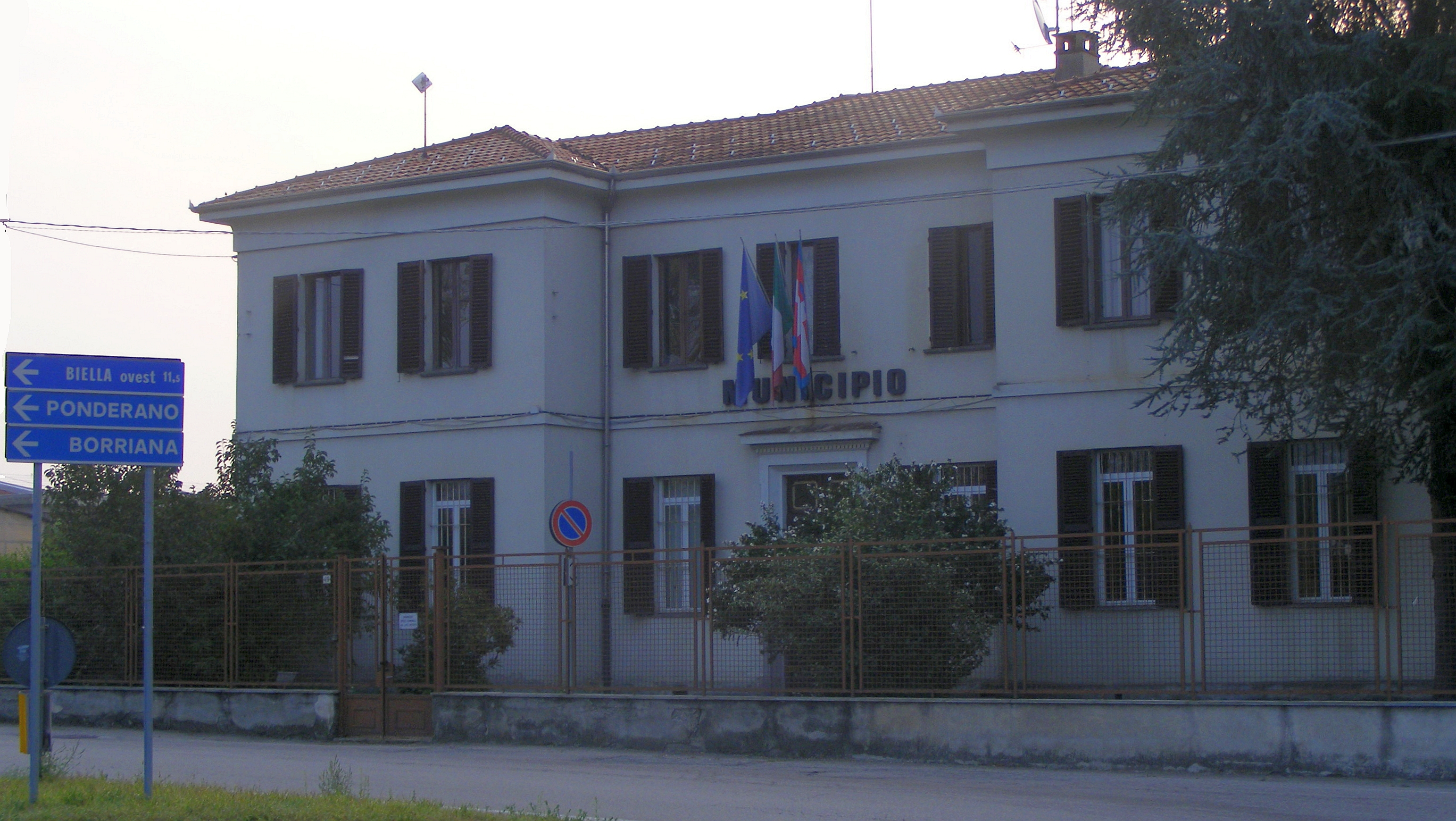
Il municipio (in frazione Vergnasco)

| * | Sindaci eletti dal Consiglio comunale e non dai cittadini (1946-1995). |

| Periodo | Periodo   | Primo cittadino    | Partito                                      | Carica  | Note       |
| ------- | --------- | ------------------ | -------------------------------------------- | ------- | ---------- |
| 1995    | 1999      | Anna Maria Zerbola | lista civica                                 | Sindaco | *          |
| 1999    | 2004      | Anna Maria Zerbola | lista civica                                 | Sindaco | 2º mandato |
| 2004    | 2009      | Claudio Gariazzo   | lista civica                                 | Sindaco |            |
| 2009    | 2014      | Anna Maria Zerbola | lista civica Insieme per migliorare Cerrione | Sindaco |            |
| 2014    | 2019      | Anna Maria Zerbola | lista civica Insieme per migliorare          | Sindaco | 2º mandato |
| 2019    | 2024      | Anna Maria Zerbola | lista civica Insieme per migliorare          | Sindaco | 3º mandato |
| 2024    | in carica | Davide Chiarletti  | lista civica Insieme per Migliorare Cerrione | Sindaco |            |